# Polacantha composita
Polacantha composita là một loài ruồi trong họ Asilidae. Polacantha composita được Hine miêu tả năm 1918.